# Сырдарья (пароход, 1862)
«Сырдарья» («Сыр-Дарья») — колесный вооружённый пароход с металлическим корпусом, входил в состав Аральской флотилии Российской империи.

## Описание парохода
Колесный пароход c железным корпусом водоизмещением 70 тонн. Длина парохода составляла 29 метров, ширина — 5,6 метра, а осадка от 0,61 до 0,84 метра. На судне была установлена паровая машина мощностью 20 номинальных лошадиных сил, в качестве движителя использовалось одно гребное колесо на корме. Вооружение парохода составляли два 10-фунтовых (122-мм) медных бескаморных единорога, установленные на американских станках, а экипаж состоял из 20 человек.

## История службы
Пароход «Сырдарья» был построен в 1862 году в Ливерпуле. В том же году вместе с пароходом «Арал» спущен на воду в Казалинске и вошел в состав Аральской флотилии под командованием А. И. Бутакова.
Работа пароходов «Сырдарья» и «Арал» была малоэффективной в силу мелководья протока Джамандарья и осуществлялась лишь в половодье, продолжительность которого была не больше месяца. Остальные месяцы навигации пароходы большую часть времени бездействовали, совершая небольшие рейсы от форта № 1 вверх и вниз по течению.
В 1882 году пароход принимал участие в операции по подъёму парохода «Самарканд», получившего пробоину в ночь с 15 (27) на 16 (28) января 1881 года и затонувшего недалеко от форта Перовский. Однако из-за небывалого до того времени весеннего половодья от работ по подъему «Самарканда» пришлось отказаться.
В кампании 1876 и 1877 годов совершал плавания по Сырдарье.
Пароход «Сырдарья» исключен из списков судов флота во время упразднения Аральской флотилии в 1883 году.

## Командиры судна
В разное время командирами парохода «Сырдарья» служили:
- лейтенант А. А. Глоба-Михайленко (1877 год)[5].

## Память
- Пароход фигурирует в путевых заметках Петра Ивановича Пашино, изданных в 1868 году под названием «Туркестанский край в 1866 году»[6].